# Zokoguhé
Zokoguhé est une localité de l'ouest de la Côte d'Ivoire et appartenant au département de Daloa, dans la Région du Haut-Sassandra. La localité de Zokoguhé est un chef-lieu de commune.